# 富田武
富田 武（とみた たけし、1945年9月24日 - 2025年5月19日）は、日本の政治学者、成蹊大学法学部名誉教授。専門は、比較政治学、ロシア・ソ連政治史。

## 経歴
1945年、福島県生まれ。1971年東京大学法学部を卒業。1981年、同大学院社会科学研究科博士課程満期退学。
卒業後は予備校講師、大学非常勤講師などを経て、1988年より成蹊大学法学部助教授。1991年より同教授、1999年から2002年まで大学アジア太平洋センター所長を兼務、2002年から2004年まで法学部長を務めた。成蹊大学法科大学院創設の提唱者。2014年に定年退職し、名誉教授となった。
2025年5月19日、急性骨髄性白血病のため死去。79歳没。

## 著書

### 単著
- 『スターリニズムの統治構造――1930年代ソ連の政策決定と国民統合』岩波書店、1996年
- 『戦間期の日ソ関係――1917-1937』岩波書店、2010年
- 『シベリア抑留者たちの戦後―冷戦下の世論と運動 1945-56年』人文書院、2013年
- 『シベリア抑留―スターリン独裁下、「収容所群島」の実像』中央公論新社〈中公新書〉、2016年
- 『日本人記者の観た赤いロシア』岩波書店〈岩波現代全書〉、2017年
- 『歴史としての東大闘争　ぼくたちが闘ったわけ』筑摩書房〈ちくま新書〉、2019年
- 『シベリア抑留者への鎮魂歌（レクイエム）』人文書院、2019年
- 『日ソ戦争 1945年8月』みすず書房、2020年
- 『ものがたり戦後史―「歴史総合」入門講義』ちくま新書、2022年
- 『抑留を生きる力　シベリア捕虜の内面世界』朝日新聞出版〈朝日選書〉、2022年
- 『日ソ戦争 南樺太・千島の攻防－領土問題の起源を考える』みすず書房、2022年
- 『ゾルゲ工作と日独ソ関係―資料で読む第二次世界大戦前史』山川出版社、2024年
- 『共産党の戦後八○年 「大衆的前衛党」の矛盾を問う』人文書院、2025年

### 共編著
- 李静和と『家族の変容とジェンダー 少子高齢化とグローバル化のなかで』 日本評論社、2006年
- 編著『コムソモリスク第二収容所　日ソの証言が語るシベリア抑留の実像』 東洋書店〈ユーラシア・ブックレット〉、2012年
- 岩田悟と『語り継ぐシベリア抑留　体験者から子と孫の世代へ』群像社〈ユーラシア文庫〉、2016年
- 長勢了治と『シベリア抑留関係資料集成』みすず書房、2017年、新版2020年

### 訳書
- F・フェヘール、A・ヘラー、G・マールクシュ『欲求に対する独裁――「現存社会主義」の原理的批判』 岩波書店、1984年
- E・H・カー『コミンテルンとスペイン内戦』 岩波書店、1985年、新版2010年
- R・W・デイヴィス『ペレストロイカと歴史像の転換』 岩波書店、1990年
- O・フレヴニューク『スターリンの大テロル――恐怖政治のメカニズムと抵抗の諸相』 岩波書店、1998年
- 『資料集 コミンテルンと日本共産党』和田春樹と編訳、岩波書店、2014年
- アンドリュー・バーシェイ『神々は真っ先に逃げ帰った――棄民棄兵とシベリア抑留』 人文書院、2020年